# Arthur Tofte
Arthur Reginald Tofte (geboren am 8. Juni 1902 in Cook County, Illinois; gestorben am 21. Mai 1980 in Wauwatosa, Wisconsin) war ein amerikanischer Schriftsteller, bekannt vor allem durch seine Science-Fiction und Fantasy.
Er veröffentlichte bereits in den 1930er Jahren einige Kurzgeschichten, beginnend mit The Meteor Monsters (1938), arbeitete dann aber lange Jahre in der Werbung bei Allis-Chalmers, erst nach seiner Pensionierung dort 1969 begann er hauptberuflich zu schreiben. Sein erster Roman war Crash Landing on Iduna (1975), eine Robinsonade auf einem unbekannten Planeten. 1977 folgte die Fortsetzung Survival Planet.
Tofte starb 1980 im Alter von 77 Jahren an Krebs. Er hatte einen Sohn und eine Tochter.

## Bibliografie
Crash Landing on Iduna (Romanserie)
- 1 Crash Landing on Iduna (1975)
- 2 Survival Planet (1977)

Romane
- Walls Within Walls (1975)
- The Day the Earth Stood Still (1976, Romanfassung)
- The Ghost Hunters (1978)

Kurzgeschichten
- The Meteor Monsters (1938)
- Purge of the Deaf (1938, mit Leo A. Schmidt)
- Revolt of the Robots (1939)
- Warriors of Mars (1939)
- The Power and the People (1940)
- Fateful First Day on Xene (1972)
- Alone in Space (1973)
- Terrafied (1973)
- The Speeders (1973)
  - Deutsch: Die Schnellfahrer. In: Roger Elwood (Hrsg.): Jenseits von morgen. Ueberreuter, 1976, ISBN 3-8000-3137-X.
- Torchbearer (1973)
- A Thirst for Blood (1974)
- Survival on a Primative Planet (1974)
- The Red Stone Key (1974)
- When the Cold Came (1974)
- The Berserks (1974)
- The Most Horriblest Monster (1976)
- Captured! (1977)
- The Mission (1980)
  - Deutsch: Friede auf Erden. In: Isaac Asimov, Martin Harry Greenberg, Joseph D. Olander (Hrsg.): Feuerwerk der SF. Goldmann (Edition '84: Die positiven Utopien #8), 1984, ISBN 3-442-08408-3.